# Takahiro Masukawa
Takahiro Masukawa (増川 隆洋?, Masukawa Takahiro; Himeji, 8 novembre 1979) è un ex calciatore giapponese, di ruolo difensore.

## Calciatore
Dopo aver esordito nell'Avispa Fukuoka, nel 2005 passa al Nagoya Grampus. Nel 2014 viene ingaggiato dal Vissel Kobe.
Nel 2016 è in forza al Consadole Sapporo.

## Palmarès

### Club

#### Competizioni nazionali
- Campionato giapponese: 1

Nagoya Grampus: 2010